# Cephalophyllum rigidum
Cephalophyllum rigidum är en isörtsväxtart som beskrevs av L. Bol. Cephalophyllum rigidum ingår i släktet Cephalophyllum och familjen isörtsväxter. Inga underarter finns listade i Catalogue of Life.